# Isola Stereguščij
L'isola Stereguščij (in russo остров Стерегущий, ostrov Stereguščij; in italiano "guardiana", "custode") è una piccola isola russa che fa parte dell'arcipelago di Severnaja Zemlja ed è bagnata dal mare di Laptev. Amministrativamente fa parte del Tajmyrskij rajon del Territorio di Krasnojarsk, nel Distretto Federale Siberiano.
L'isola è stata così denominata nel 1962 in memoria dei caduti, prendendo il nome del cacciatorpediniere Stereguščij (Стерегущий) affondato durante la guerra russo-giapponese.

## Geografia
Stereguščij, lunga 200 m, è ubicata nella parte settentrionale dell'arcipelago, a 3,5 km dall'estremità sud-est di Komsomolets, e a un chilometro dall'isola Mačtovyj.

## Isole adiacenti
- Isola Mačtovyj (ostrov Mačtovyj), a nord-ovest
- Isole Diabazovye (островa Диабазовые), a sud-ovest.